# Obsjtina Săedinenie
Obsjtina Săedinenie (bulgariska: Община Съединение) är en kommun i Bulgarien.   Den ligger i regionen Plovdiv, i den centrala delen av landet, 110 km öster om huvudstaden Sofia.
Obsjtina Săedinenie delas in i:
- Goljam tjardak
- Dragomir
- Malăk tjardak
- Najden Gerovo
- Pravisjte
- Tsarimir
- Ljuben
- Nedelevo
- Tseretelevo

Följande samhällen finns i Obsjtina Săedinenie:
- Săedinenie